# Michael Laudrup
Michael Laudrup (ur. 15 czerwca 1964 w Kopenhadze) – duński piłkarz, trener. Uważany za jednego z najlepszych zawodników w historii futbolu duńskiego.
Na przełomie lat 80. i 90. grał w najlepszych klubach Europy, z którymi zdobył wszystkie ważniejsze piłkarskie trofea. W reprezentacji Danii rozegrał 104 mecze i strzelił 37 goli. Od 2002 do 2006 roku był szkoleniowcem Brøndby IF. W 2005 roku doprowadził ten klub do triumfu w rozgrywkach ligowych i Pucharze Danii.
Jest synem byłego reprezentanta Danii Finna Laudrupa oraz starszym bratem innego znanego piłkarza Briana. Synowie Michaela, Mads oraz Andreas, także są piłkarzami.

## Kariera piłkarska

### Kariera klubowa
Po rozegraniu w barwach Brøndby IF 38 meczów i strzeleniu w nich 24 goli, w wieku 18 lat został sprzedany do Juventusu, który jeszcze w tym samym sezonie wypożyczył go do S.S. Lazio.
W 1985 roku Laudrup wrócił do Turynu, aby zastąpić polskiego napastnika Zbigniewa Bońka. Wraz z Francuzem Michelem Platinim i Walijczykiem Ianem Rushem w drugiej połowie lat 80. decydował o obliczu linii ataku Juventusu, z którym w 1986 roku wywalczył mistrzostwo Włoch oraz, rok wcześniej, dwa europejskie puchary.
W 1989 roku został zawodnikiem Barcelony, prowadzonej wówczas przez Holendra Johana Cruyffa. Laudrup obok Bułgara Christo Stoiczkowa oraz holenderskiego obrońcy Ronalda Koemana był liderem zespołu, który cztery razy z rzędu zdobył tytuł mistrza Hiszpanii. Kiedy w 1994 roku stracił miejsce w podstawowej jedenastce i nie wystąpił w przegranym 0:4 finale Ligi Mistrzów z A.C. Milan przeniósł się do największego rywala drużyny z Katalonii, Realu Madryt.
W sezonie 1994–95 Real zdobył mistrzostwo kraju, przełamując tym samym długoletni prymat Barcelony. Po nieudanych mistrzostwach Europy w 1996 roku 32-letni Laudrup przyjął ofertę japońskiego Vissel Kobe, z którego rok później ściągnął go jego rodak Morten Olsen, obejmujący właśnie stanowisko pierwszego trenera Ajaksu Amsterdam.
W zespole ze stolicy Holandii Laudrup po zdobyciu mistrzostwa tego kraju w 1998 roku zakończył piłkarską karierę.

### Kariera reprezentacyjna
W drużynie narodowej zadebiutował w 1982 roku, w wieku 18 lat. Dwa lata później był podstawowym zawodnikiem drużyny, która na mistrzostwach Europy zdobyła brązowy medal. Właśnie wtedy narodził się słynny duński dynamit, zespół, który stopniowo z europejskiego autsajdera zmieniał się w jeden z najskuteczniej i najefektowniej grających teamów reprezentacyjnych końca lat 80. i pierwszej połowy lat 90.
Podczas mistrzostw świata 1986 Duńczycy po zwycięstwach w grupie nad faworyzowanymi Urugwajem 6:1 i RFN 2:0 uważani byli za czarnego konia turnieju. W drugiej rundzie podopieczni Seppa Piontka, których liderem był na boisku właśnie Laudrup, ulegli 1:5 Hiszpanii.
Jeszcze większym rozczarowaniem zakończyły się dla piłkarza mistrzostwa Europy 1988, na których Dania przegrała wszystkie mecze i pożegnała się z turniejem już po fazie grupowej.
Później wystąpił z reprezentacją na Euro 1996 oraz, w wieku 34 lat, na mundialu 1998, na którym Duńczycy doszli aż do ćwierćfinału.
Laudrupa zabrakło za to w kadrze na mistrzostwa Europy 1992, turnieju, na którym eksplodował duński dynamit. Drużyna prowadzona przez Richarda Møllera Nielsena zdobyła wówczas złoty medal, a zawodnik Barcelony nie pojechał do Szwecji z powodu kłótni z selekcjonerem.
Ostatni mecz w drużynie narodowej rozegrał 3 lipca 1998 roku z Brazylią w ćwierćfinale mistrzostw świata.

## Sukcesy piłkarskie
- mistrzostwo Włoch 1986, Puchar Interkontynentalny 1985 oraz Superpuchar Europy 1985 z Juventusem
- mistrzostwo Hiszpanii 1991, 1992, 1993 i 1994, Puchar Hiszpanii 1990, Superpuchar Hiszpanii 1990 i 1992, Puchar Mistrzów 1992, Superpuchar Europy 1992 oraz finał Pucharu Mistrzów 1994 z Barceloną
- mistrzostwo Hiszpanii 1995 z Realem Madryt
- mistrzostwo Holandii 1998 i Puchar Holandii 1998 z Ajaksem Amsterdam
- Piłkarz roku 1982 i 1985 w Danii
- Piłkarz roku 1992 i 1993 w lidze hiszpańskiej
- W 1999 roku został wybrany na najlepszego zagranicznego piłkarza grającego w lidze hiszpańskiej w ciągu ostatnich 25 lat

W reprezentacji Danii od 1982 do 1998 roku rozegrał 104 mecze i strzelił 37 goli – start na Euro 1984 (III/IV miejsce), Mistrzostwach Świata 1986 (1/8 finału), Euro 1988 (runda grupowa), Euro 1996 (runda grupowa) oraz Mistrzostwach Świata 1998 (ćwierćfinał).

## Charakterystyka zawodnika
Był atakującym pomocnikiem lub napastnikiem. Wyróżniał się elegancją, spokojem i rozwagą, nigdy nie otrzymał czerwonej kartki. Imponował wyszkoleniem technicznym oraz dryblingiem. Częściej występował w roli asystenta, niż strzelca goli.

## Kariera szkoleniowa
W 2000 roku został asystentem swojego dawnego kolegi z drużyny narodowej Mortena Olsena w reprezentacji Danii. Wspólnie awansowali do drugiej rundy Mistrzostw Świata 2002, w której Duńczycy ulegli 0:3 Anglii. Po tym turnieju Laudrup podjął samodzielną pracę szkoleniową w Brøndby IF.
Pożegnał się ze starszymi piłkarzami i oparł szkielet drużyny na niedoświadczonych graczach, często sprowadzonych z niższych lig. Dzięki temu wypromował wielu młodych, utalentowanych zawodników, którzy obecnie grają już w reprezentacji. Najpierw dwukrotnie zajął z Brøndby drugie miejsce w lidze, a w 2005 roku zdobył dublet – mistrzostwo i Puchar kraju.
Po tym jak władze klubu w maju 2006 roku zaproponowały mu prolongowanie kontraktu tylko o rok podał się do dymisji.
W 2007 roku po odejściu Bernda Schustera do Realu Madryt został zatrudniony na stanowisku szkoleniowca w drużynie z okolic Madrytu – Getafe CF. W sezonie tym dotarł z Getafe do ćwierćfinału PUEFA (remis z Bayernem w dogrywce 3-3).
2 lipca 2010 roku został nowym szkoleniowcem RCD Mallorca. 27 września 2011 został zwolniony z funkcji trenera RCD Mallorca.
15 czerwca 2012 roku został wybrany trenerem Swansea City. W sezonie 2012/13 zdobył z walijskim zespołem Puchar Ligi. 4 lutego 2014 roku został zwolniony.
30 czerwca 2014 roku został ogłoszony nowym trenerem katarskiej drużyny Lekhwiya, z którym związał się rocznym kontraktem.

## Sukcesy szkoleniowe
- mistrzostwo Danii 2005, wicemistrzostwo Danii 2003 i 2004 oraz Puchar Danii 2003 i 2005 z Brøndby IF
- Trener roku 2003 i 2005 w Danii
- Najlepszy trener ligi angielskiej 2013
- Puchar Ligi Angielskiej 2013 ze Swansea City